# Andrea Commodi
Andrea Commodi (1560-1638) est un peintre italien baroque qui a été actif à Rome et Florence.

## Biographie
Andrea Commodi est l'élève de Lodovico Cigoli, de Santi di Tito et d'Alessandro Alloriet, ainsi qu'imitateur de Raphaël et du Corrège.
Dans sa peinture, Commodi recherche la vérité, mais davantage dans la justesse de la caractérisation psychologique que par la précision du détail. Il est également connu pour ses paysages imaginaires, caractérisés par une végétation abondante.
Commodi peint à Rome les fresques de la sacristie de l'église San Carlo ai Catinari et une Madonna à la galerie Corsini, ainsi que La Chute des Anges en clair-obscur à Florence.
Un de ses élèves a été le jeune Pierre de Cortone qui l'accompagne à Rome en 1612, restant avec lui pendant deux ans avant de rejoindre l’atelier de Baccio Ciarpi. Un autre de ses élèves a été le peintre et miniaturiste Giovanni Battista Stefaneschi (1582-1659).

## Œuvres
- Peintures au campanile de Cortona édifié par Francesco Lavarelli en 1556.
- Saint Charles Borromée en prière, musée Civico à Fano.
- Judith tenant la tête d’Holopherne, huile sur toile, musée des beaux-arts de Dijon.
- Portrait de femme, huile sur toile, musée des Augustins de Toulouse[5].
- Dessins au département des Arts graphiques du musée du Louvre, Paris
  - Étude de figures volantes : saints, élus, anges, putti
  - Études : les Anges rebelles ; saint Michel ; annotations et comptes
  - La chute des anges rebelles
  - Groupe d'anges sur nuées
  - Saint Michel foudroyant les Anges rebelles